# British Rail Engineering Limited

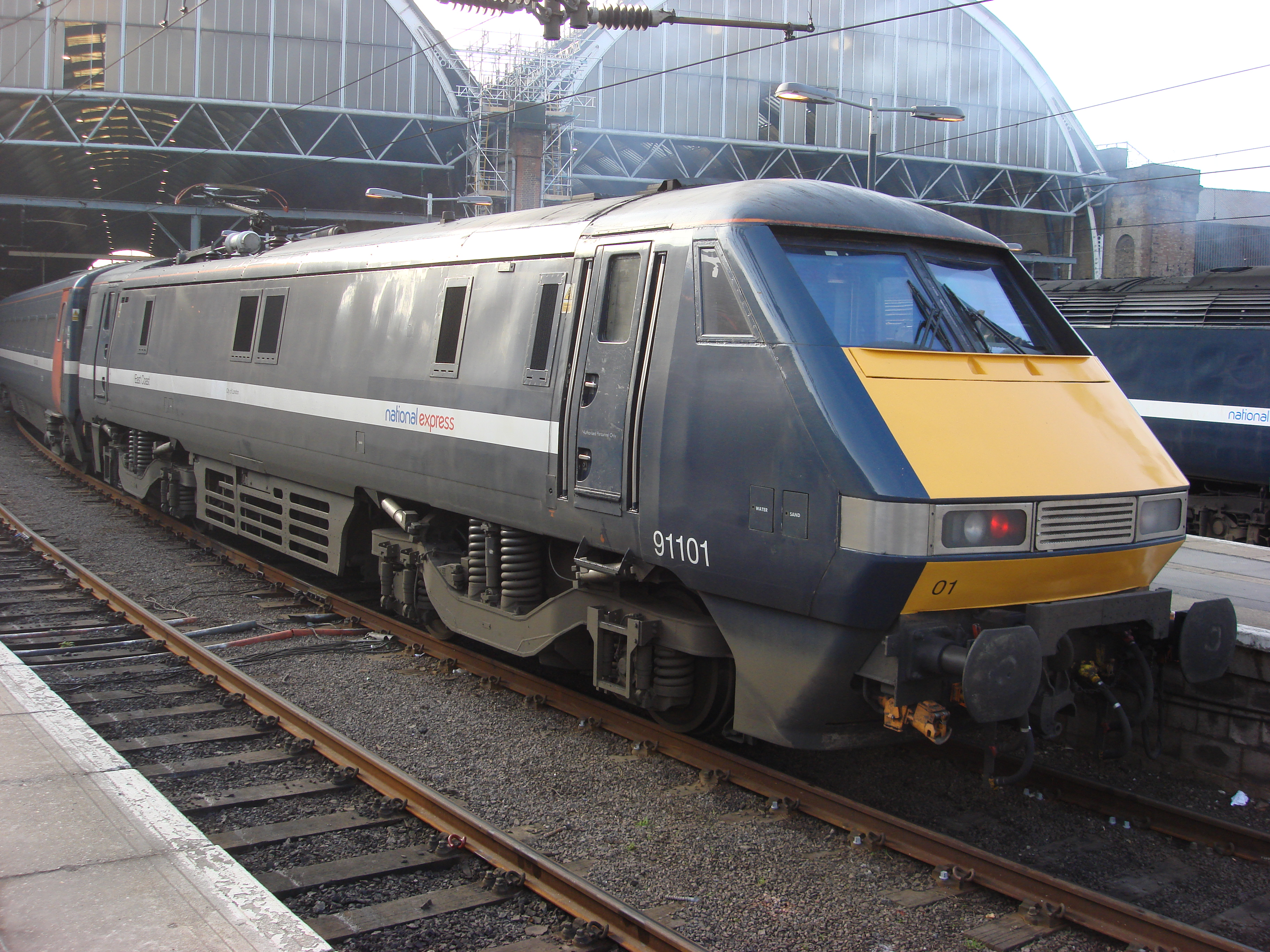
Lokomotywa British Rail Class 91, najszybsza jednostka kiedykolwiek wyprodukowana przez BREL, rozwijająca prędkość do 230 km/h

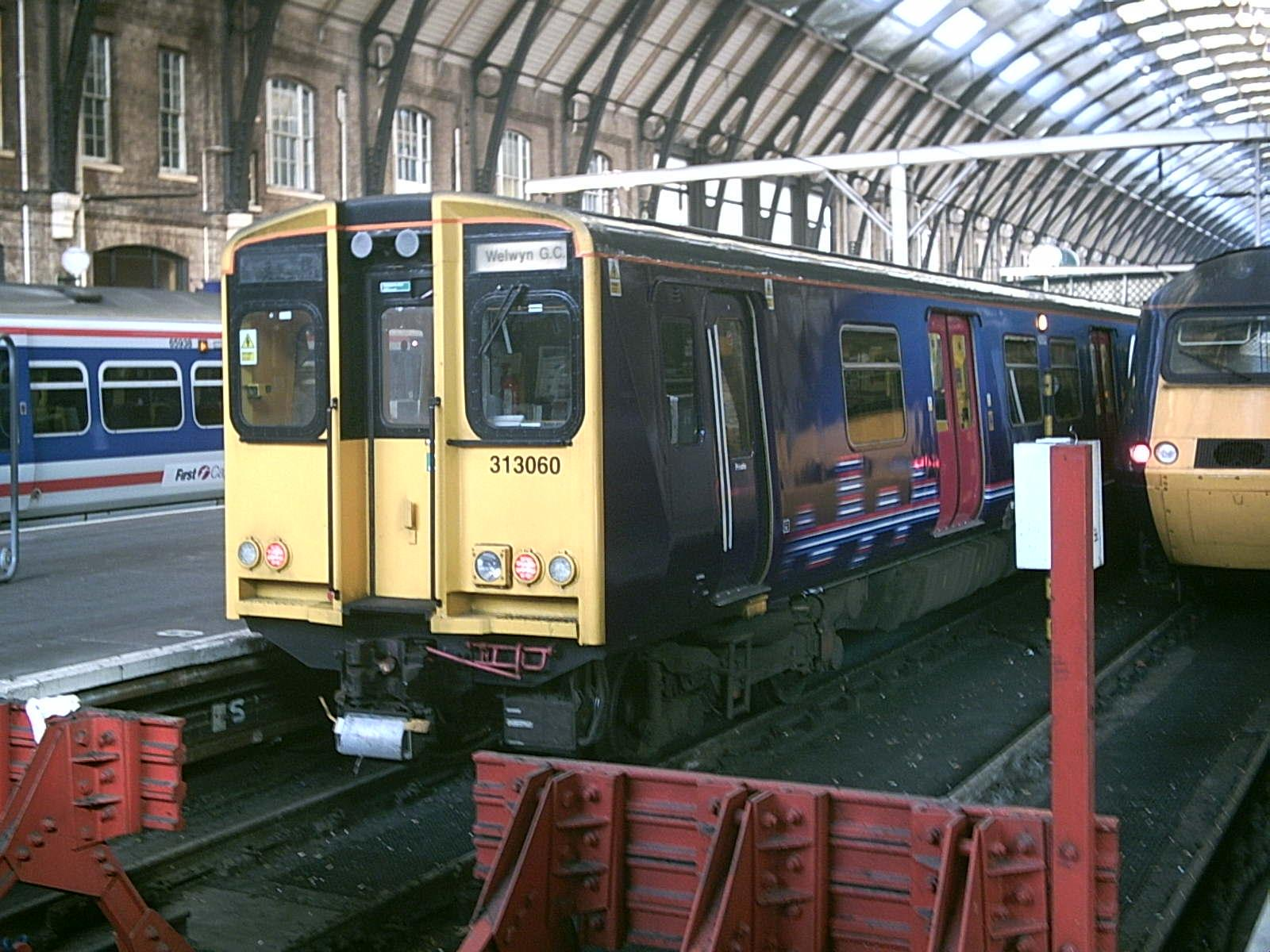
Pociąg British Rail Class 313, przykład konstrukcji z lat 70.

British Rail Engineering Limited (BREL) – brytyjskie przedsiębiorstwo wyspecjalizowane w produkcji taboru kolejowego, będące liderem tego rynku w Wielkiej Brytanii od lat 60. do 80. XX wieku. 
Początki firmy sięgają roku 1962, kiedy to ówczesny monopolista na brytyjskim rynku przewozów kolejowych, państwowy gigant British Rail (BR), połączył swoje zakłady produkujące i naprawiające pociągi w jedną strukturę pod nazwą British Railways Workshops Division. W 1968 firma uzyskała możliwość przyjmowania zamówień od podmiotów spoza grupy BR, a w 1969 jej nazwa została zmieniona na British Rail Engineering Limited (BREL).
BREL posiadało pięć głównych zakładów produkcyjnych: w Derby (gdzie mieściła się również centrala firmy), Yorku, Crewe, Milton Keynes i Doncaster. Przez blisko 30 lat były one głównymi, choć nie jedynymi, dostawcami taboru dla brytyjskich kolei. Realizowały również zamówienia od przedsiębiorstw kolejowych z innych państw. 
W 1988 z firmy wydzielono część zajmującą się bieżącym utrzymaniem pociągów. Część produkcyjna została wystawiona na sprzedaż, zaś nabywcą zostało konsorcjum, z którego koncern ABB później przejął całkowitą kontrolą nad dawnymi fabrykami BREL i utworzył z nich firmę ABB Transportation. W wyniku kolejnych transakcji została ona następnie przyłączona do koncernu Adtranz, a potem przejęta przez Bombardier Transportation. Równocześnie likwidowano kolejne zakłady. Miało to związek z obniżeniem popytu na nowe pociągi, jaki nastąpił po prywatyzacji brytyjskiego sektora kolejowego. 
Jedynym działającym zakładem dawnego BREL jest fabryka w Derby, która stanowi główny ośrodek produkcyjny Bombardier Transportation na Wyspach Brytyjskich.